# Oskar Thierbach
Oskar Thierbach (11 februari 1909 – 6 november 1991) was een Duits wielrenner.

## Levensloop en carrière
Thierbach was professioneel wielrenner van 1930 tot 1939 en van 1948 tot 1952. Hij nam zesmaal deel aan de Ronde van Frankrijk, waarin hij vijfmaal de top twintig haalde. Ook behaalde hij ritzeges in de Ronde van Duitsland en schreef hij de Ronde van Hongarije op zijn naam.

## Resultaten in voornaamste wedstrijden
| Jaar | Ronde van Italië | Ronde van Frankrijk | Ronde van Spanje |
| ---- | ---------------- | ------------------- | ---------------- |
| 1930 |                  | 13e                 |                  |
| 1931 |                  | 11e                 |                  |
| 1932 |                  | 7e                  |                  |
| 1933 |                  | 23e                 |                  |
| 1934 |                  |                     |                  |
| 1935 |                  | 10e                 |                  |
| 1936 |                  |                     |                  |
| 1937 |                  | 14e                 |                  |

- Gemeinsame Normdatei: 1203893426
- Virtual International Authority File: 5296158070722808780008